# Криминальные боссы
«Криминальные боссы» (англ. Arkansas) — американский криминальный триллер в стиле нео-нуар, снятый Кларком Дьюком, его режиссёрский дебют. В главных ролях: Лиам Хемсворт, Дьюк, Майкл Кеннет Уильямс, Вивика А. Фокс, Иден Бролин, Чендлер Бьюк, Джон Малкович и Винс Вон. Фильм основан на романе Джона Брэндона «Арканзас».

## Сюжет
Кайл и Суин в настоящее время живут в Арканзасе, где они работают на местного наркокороля по имени Фрог, с которым они ещё не встречались лично. Днём они действуют как младшие рейнджеры парка, ночью работают наркокурьерами под бдительным оком коллег Фрога. Они хотят узнать, кто на самом деле их босс.

## В ролях
- Лиам Хемсворт — Кайл Рибб
- Кларк Дьюк — Суин Хорн
- Майкл Кеннет Уильямс — Миндаль
- Вивика А. Фокс — Она
- Иден Бролин — Джонна
- Чендлер Бьюк — Ник
- Джон Малкович — Брайт
- Винс Вон — Фрог
- Брэд Уильям Хенке — Тим
- Патрик Малдун — Джо
- Джефф Чейз — Томас
- Якоб Закар — Незнакомец
- Барри Праймус — Старый Грек
- Джастон Стрит — Барри

## Производство
В октябре 2018 года было объявлено, что Лиам Хемсворт, Винс Вон и Кларк Дьюк присоединились к актёрскому составу фильма. Съёмочный период начался в Мобиле.

## Выпуск
Мировая премьера должна была состояться на фестивале South by Southwest 15 марта 2020 года, но он был отменён из-за пандемии коронавируса. В итоге фильм был выпущен на DVD и Blu-ray 5 мая 2020 года компанией Lionsgate. В России фильм вышел 3 декабря 2020 года.